# Mediadaten
Mediadaten werden meist von Zeitungs- und Zeitschriftenverlagen in regelmäßigen Abständen herausgegeben und enthalten nähere Informationen über einzelne, vom Verlag veröffentlichte Printmedien. Dazu gehören Angaben über die Erscheinungsweise und Erscheinungstermine, Anzeigenpreise und -konditionen, Details zum Druckverfahren, Angaben über die Reichweite und das Verbreitungsgebiet des Mediums, sowie redaktionelle Themenpläne.
Zusätzlich zum konkreten praktischen Nutzen, wie etwa der Bekanntgabe von Schlussterminen, sollen die Mediadaten auch als Anreiz und Entscheidungshilfe für Werbungtreibende und Werbungsmittler (Werbe- und Mediaagenturen) dienen, um in den jeweiligen Zeitungen oder Zeitschriften Anzeigen bzw. Annoncen zu schalten. Zusätzlich lässt sich anhand der Themenpläne recherchieren, welcher thematische Bezug in den kommenden Ausgaben eines Printmediums geplant ist. (Auf dieser Grundlage können beispielsweise freie Journalisten einzelnen Verlagen ihre Artikel anbieten.)
Im Zeitalter des Internets werden Mediadaten auch zunehmend für Internet-Seiten veröffentlicht. Sie enthalten dann unter anderem Informationen über Seitenaufrufe und Nutzerprofile.

## AMF-Standard oder Planbasix/Media-Daten Online
Der von der Kommission Anzeigen-Marketing Fachzeitschriften (AMF) herausgegebene Standard für Media-Informationen stellt eine Art Qualitätsnorm für Mediadaten dar. Durch eine „Schematisierung“ soll er helfen, Mediaplanern den Vergleich verschiedener Mediadaten zu erleichtern. Dieser Standard hat sich allerdings nicht durchgesetzt und wird bisher nur für Fachzeitschriften angewendet. Eine einheitliche Anzeige aller Mediadaten liefern zum Beispiel die Internet-Portale Planbasix, Media-Daten Online sowie Leading MediaBase.